# Sudoměřice u Bechyně
Sudoměřice u Bechyně – wieś i gmina w Czechach, w powiecie Tabor, w kraju południowoczeskim. Według danych z dnia 1 stycznia 2014 liczyła 720 mieszkańców.

## Części gminy
- Sudoměřice u Bechyně
- Bechyňská Smoleč
- Bežerovice